# Arrondissement de Brisgau-Haute-Forêt-Noire
L'arrondissement de Brisgau-Haute-Forêt-Noire (Landkreis Breisgau-Hochschwarzwald) est un arrondissement (« Landkreis » en allemand) de Bade-Wurtemberg (Allemagne) situé dans le district (« Regierungsbezirk » en allemand) de Fribourg-en-Brisgau.
Son chef-lieu est Fribourg-en-Brisgau. Il compte 50 villes et communes.

## Tableau général des communes
| Unité Territoriale         | Statut      | Nbre Quartiers, Ortsteile, Stadtteile | Bourgmestre (Parti)         | Code Postal    | Indicatif tél.                          | Superficie   | Population | Densité  |
| -------------------------- | ----------- | ------------------------------------- | --------------------------- | -------------- | --------------------------------------- | ------------ | ---------- | -------- |
| Au                         | Commune     | 1                                     | Jörg Kindel                 | 79280          | +49-0761                                | 3,99 km²     | 1 402      | 351,38   |
| Auggen                     | Commune     | 1                                     | Fritz Deutschmann           | 79424          | +49-07631                               | 14,15 km²    | 2 681      | 189,47   |
| Badenweiler                | Commune     | 3                                     | Karl-Eugen Engler (CDU)     | 79410          | +49-07632                               | 13,02 km²    | 4 165      | 319,89   |
| Bad Krozingen              | Ville       | 6                                     | Volker Kieberg              | 79189          | +49-07633                               | 35,66 km²    | 18 692     | 524,17   |
| Ballrechten-Dottingen      | Commune     | 2                                     | Bernhard Fehrenbach         | 79282          | +49-07634                               | 6,62 km²     | 2 379      | 359,37   |
| Bollschweil                | Commune     | 5                                     | Josef Schweizer             | 79283          | +49-07633                               | 16,42 km²    | 2 337      | 142,33   |
| Bötzingen                  | Commune     | 2                                     | Dieter Schneckenburger      | 79268          | +49-07663                               | 12,99 km²    | 5 325      | 409,93   |
| Breitnau                   | Commune     | 3                                     | Josef Haberstroh            | 79874          | +49-07652                               | 39,90 km²    | 1 729      | 43,33    |
| Vieux-Brisach              | Ville       | 12                                    | Oliver Rein (CDU)           | 79206          | +49-07664 +49-07667 +49-07668           | 54,61 km²    | 15 315     | 280,44   |
| Buchenbach                 | Commune     | 4                                     | Harald Reinhard             | 79256          | +49-07661                               | 38,99 km²    | 3 081      | 79,02    |
| Buggingen                  | Commune     | 2                                     | Johannes Ackermann          | 79426          | +49-07631 +49-07634                     | 15,32 km²    | 4 091      | 267,04   |
| Ebringen                   | Commune     | 3                                     | Rainer Mosbach              | 79285          | +49-07664                               | 8,18 km²     | 2 802      | 342,54   |
| Eschbach                   | Commune     | 1                                     | Mario Schlafke              | 79427          | +49-07634                               | 10,03 km²    | 2 746      | 273,78   |
| Ehrenkirchen               | Commune     | 5                                     | Thomas Breig                | 79238          | +49-07633                               | 37,80 km²    | 7 253      | 191,88   |
| Eichstetten am Kaiserstuhl | Commune     | 1                                     | Michael Bruder              | 79356          | +49-07663                               | 12,31 km²    | 3 528      | 286,60   |
| Eisenbach                  | Commune     | 4                                     | Alexander Kuckes            | 79871          | +49-07657                               | 28,78 km²    | 2 125      | 73,84    |
| Feldberg                   | Commune     | 3                                     | Stefan Wirbser              | 79868          | +49-07655 +49-07676                     | 24,97 km²    | 1 912      | 76,57    |
| Friedenweiler              | Commune     | 2                                     | Josef Matt                  | 79877          | +49-07651 +49-07654                     | 27,08 km²    | 1 930      | 71,27    |
| Glottertal                 | Commune     | 4                                     | Karl Josef Herbstritt (CDU) | 79286          | +49-07684                               | 30,76 km²    | 3 214      | 104,49   |
| Gottenheim                 | Commune     | 1                                     | Christian Riesterer         | 79288          | +49-07665                               | 8,74 km²     | 2 815      | 322,08   |
| Gundelfingen               | Commune     | 2                                     | Raphael Walz                | 79194          | +49-0761                                | 14,28 km²    | 11 555     | 809,17   |
| Hartheim am Rhein          | Commune     | 3                                     | Kathrin Schönberger         | 79258 et 79244 | +49-07633                               | 26,05 km²    | 4 912      | 188,56   |
| Heitersheim                | Ville       | 2                                     | Martin Löffler (SPD)        | 79423          | +49-07633 +49-07634                     | 11,71 km²    | 6 139      | 524,25   |
| Heuweiler                  | Commune     | 1                                     | Raphael Walz                | 79194          | +49-07666                               | 4,03 km²     | 1 143      | 283,62   |
| Hinterzarten               | Commune     | 7                                     | Klaus-Michael Tatsch        | 79856          | +49-07652                               | 33,37 km²    | 2 514      | 75,34    |
| Horben                     | Commune     | 1                                     | Markus Riesterer            | 79289          | +49-0761                                | 8,75 km²     | 1 129      | 129,03   |
| Ihringen                   | Commune     | 2                                     | Martin Obert (CDU)          | 79241          | +49-07668                               | 23,00 km²    | 5 993      | 260,57   |
| Kirchzarten                | Commune     | 3                                     | Andreas Hall (CDU)          | 79199          | +49-07661                               | 21,13 km²    | 9 898      | 468,43   |
| Lenzkirch                  | Commune     | 5                                     | Reinhard Feser              | 79853          | +49-07653                               | 57,90 km²    | 4 970      | 85,84    |
| Löffingen                  | Ville       | 7                                     | Tobias Link                 | 79843          | +49-07654 +49-07707                     | 88,03 km²    | 7 564      | 85,93    |
| March                      | Commune     | 4                                     | Helmut Mursa                | 79232          | +49-07665                               | 17,78 km²    | 9 007      | 506,58   |
| Merdingen                  | Commune     | 1                                     | Martin Rupp                 | 79291          | +49-07668                               | 14,39 km²    | 2 579      | 179,22   |
| Merzhausen                 | Commune     | 2                                     | Christian Ante              | 79249          | +49-0761                                | 2,76 km²     | 5 211      | 1 888,04 |
| Müllheim                   | Ville       | 8                                     | Astrid Siemes-Knoblich      | 79379          | +49-07631                               | 57,92 km²    | 18 664     | 322,24   |
| Münstertal/Schwarzwald     | Commune     | 2                                     | Rüdiger Ahlers              | 79244          | +49-07602 +49-07636                     | 67,73 km²    | 5 045      | 74,49    |
| Neuenburg am Rhein         | Ville       | 4                                     | Joachim Schuster (CDU)      | 79395          | +49-07631 +49-07634 +49-07635           | 44,12 km²    | 12 081     | 273,82   |
| Oberried                   | Commune     | 4                                     | Klaus Vosberg (CDU)         | 79254          | +49-07602 +49-07661                     | 66,32 km²    | 2 855      | 43,05    |
| Pfaffenweiler              | Commune     | 2                                     | Dieter Hahn                 | 79292          | +49-07664                               | 3,61 km²     | 2 568      | 711,36   |
| Schallstadt                | Commune     | 3                                     | Jörg Czybulka               | 79227          | +49-07664                               | 19,56 km²    | 6 109      | 312,32   |
| Schluchsee                 | Commune     | 5                                     | Jürgen Kaiser               | 79859          | +49-07656                               | 69,44 km²    | 2 440      | 35,14    |
| Sölden                     | Commune     | 2                                     | Markus Rees                 | 79294          | +49-0761                                | 3,80 km²     | 1 281      | 337,11   |
| St. Märgen                 | Commune     | 2                                     | Manfred Kreutz              | 79274          | +49-07669                               | 33,32 km²    | 1 856      | 55,70    |
| St. Peter                  | Commune     | 1                                     | Rudolf Schuler              | 79271          | +49-07660                               | 35,93 km²    | 2 583      | 71,89    |
| Staufen im Breisgau        | Ville       | 3                                     | Michael Benitz              | 79219          | +49-07633                               | 23,26 km²    | 7 726      | 332,16   |
| Stegen                     | Commune     | 3                                     | Fränzi Kleeb                | 79252          | +49-07661                               | 26,32 km²    | 4 481      | 170,25   |
| Sulzburg                   | Ville       | 3                                     | Dirk Blens (CDU)            | 79295          | +49-07634                               | 22,73 km²    | 2 672      | 117,55   |
| Titisee-Neustadt           | Ville       | 6                                     | Armin Hinterseh (CDU)       | 79822          | +49-07651 +49-07652 +49-07657 +49-07669 | 89,66 km²    | 12 083     | 134,76   |
| Umkirch                    | Commune     | 1                                     | Walter Laub                 | 79224          | +49-07665                               | 8,72 km²     | 5 400      | 619,27   |
| Vogtsburg im Kaiserstuhl   | Commune     | 7                                     | Benjamin Bohn               | 79235          | +49-07662                               | 37,36 km²    | 5 888      | 157,60   |
| Wittnau                    | Commune     | 2                                     | Enrico Penthin              | 79299          | +49-0761                                | 5,04 km²     | 1 475      | 292,66   |
| Brisgau-Haute-Forêt-Noire  | 50 Communes |                                       |                             |                |                                         | 1 378,34 km² | 257 343    | 186,71   |